# ويليام دوسن لورانس
ويليام دوسن لورانس هو مهندس وسياسي كندي، ولد في 16 يوليو 1817 في المملكة المتحدة، وتوفي في 8 ديسمبر 1886 في كندا.